# Usk (Colombie-Britannique)
Usk est un hameau situé dans le centre-ouest de la province canadienne de la Colombie-Britannique. Il appartient au district régional de Kitimat-Stikine. Le hameau borde les rives nord et sud de la Skeena reliées par un traversier et un téléphérique. Vers l'aval, Usk est distante par la route de 20 km de Terrace, le chef-lieu régional et vers l'amont de 120 km d'Hazelton,. Le village est desservi par la route transcanadienne 16 et dispose d'un arrêt passager sur la ligne de chemin fer Jasper-Prince Rupert opérée par Via Rail,.